# Камалетдинов, Султан Буркутбаевич
Султан Буркутбаевич Камалетдинов (каз. Сұлтан Бүркітбайұлы Қамалетдинов; род. 12 февраля 1965, Село Зеленга, Астраханская область) — казахстанский военачальник. Первый заместитель министра обороны РК — начальник Генерального штаба ВС РК с 15 января 2024 года, генерал-лейтенант ВС РК (2020).

## Биография
Родился 12 февраля 1965 года в селе Зеленга Володарского района Астраханской области.
С августа 1982 по июль 1986 года — курсант Ташкентского высшего танкового командного училища.
Службу начал командиром танкового взвода гвардейского танкового полка танковой дивизии ГСВГ.
С июля 1994 по июль 1997 года является слушателем Военной академии бронетанковых войск.
За период с 1986 по 1994 и с 1997 по 2005 года прошёл должности начальника штаба — заместитель командира танкового батальона, командира танкового батальона, танкового полка, начальника штаба — заместителя командира механизированной дивизии, командира механизированной бригады.
С ноября 2006 по январь 2008 года — заместитель начальника штаба Управления командующего войскам регионального командования «Восток».
С января 2008 по август 2008 года — заместитель командующего войсками регионального командования «Юг» по боевой подготовке.
С августа 2008 по июнь 2010 года — слушатель Военной академии Генерального Штаба Вооружённых Сил Российской Федерации.
С июля 2010 по август 2012 года — первый заместитель командующего войсками регионального командования — начальник штаба Управления командующего войсками регионального командования «Юг».
С августа 2012 по июнь 2013 года — первый заместитель командующего войсками регионального командования — начальник штаба Управления командующего войсками регионального командования «Астана».
С июня 2013 по 15 ноября 2016 года — командующий войсками регионального командования «Астана».
С 2016 — первый заместитель Главнокомандующего Сухопутными войсками ВС МО РК.
18 октября 2019 года указом Президента РК назначен начальником Национального университета обороны имени первого президента РК.
6 мая 2020 года Указом Президента Республики Казахстан присвоено воинское звание генерал-лейтенанта.
В 2021—2024 годах — заместитель министра обороны Республики Казахстан (по воспитательной и идеологической работе).
С 15 января 2024 года — первый заместитель министра обороны Республики Казахстан — начальник Генерального штаба Вооружённых Сил Республики Казахстан.

## Награды
- Орден «Данк» 2 степени (2017)[10]
- Юбилейные медали
- Медали за выслугу лет